# God Loves You When You're Dancing
God Loves You When You're Dancing es el primer EP del cantante y compositor australiano Vance Joy. El EP fue lanzado primeramente el 22 de marzo de 2013 por Liberation Music exclusivamente para las tiendas en Australia.
El EP recibió dos nominaciones a los premios ARIA Music Awards de 2013, en las categorías Artista Revelación, pero perdió ante Flume el álbum homónimo de Flume y Mejor Lanzamiento Pop, pero perdió ante Armageddon por Guy Sebastian.
El EP consta del sencillo «Riptide» que en mayo de 2015 se convirtió en la canción con mayor trayectoria en la historia de la lista musical ARIA, estableciéndose entre las 100 mejores canciones durante 107 semanas. Por lo cual, superó a «Poker Face» de Lady Gaga, canción que poseía el récord de 106 semanas en la lista. En enero de 2016, el recuento semanal fue de 120 semanas para el sencillo de Joy.
En marzo del 2019, para celebrar el sexto aniversario del EP, Joy anunció que el 26 de abril de ese año publicaría una edición limitada del EP en formato vinilo. Esta fue la primera vez que el EP se lanzó en vinilo y estaba limitado a 1,000 unidades. En septiembre de ese año, fue acreditado por la Asociación Australiana de la Industria de la Grabación (ARIA) con 11 certificados de platino, por las ventas de 770.000 unidades. Alcanzó el puesto número 1 en la lista de singles de artistas australianos publicado por la ARIA y permaneció durante 208 semanas. También alcanzó el puesto número 9 en la lista de sencillos streamings de la ARIA y se mantuvo allí por 145 semanas.

## Promoción

### Sencillos
El primer sencillo del EP de Joy fue «From Afar» publicado el 21 de enero de 2013 y fue catalogado como la última canción del material discográfico. El 21 de mayo del mismo año, «Riptide» fue el segundo sencillo de Vance Joy en ser lanzado al mercado. En una entrevista con Digital Journal, Vance admitió haber escrito sus dos primeras canciones en 2008 y volvió a retomarlas en 2012. Ambas canciones también se incluyeron en su primer álbum de estudio Dream Your Life Away.

## Recepción

### Comentarios de la crítica
Grace Goodfellow de The Ripe TV le otorgó al trabajo de Joy por su EP una crítica positiva, elogiando cada canción y concluyó: «Vance Joy no es sólo un músico. Él es un artista y este EP es su obra maestra. God Loves You When You're Dancing es una hermosa obra de arte, realmente, realmente lo es». Daniel Falconer de Female First UK también elogió cada canción y le dio al EP una puntuación de 5 de 5, afirmando que: «Vance Joy es sin duda uno de los cantautores más excitantes que emergen de los puntajes que vemos regularmente, y cualquier fanático de la música sería un tonto al no observarlo fijamente». Jon Sidwell de Music Liberation afirmó que el EP debería «complacer a muchos» y que su voz contenía «una sorprendente combinación de fragilidad y confianza».

## Lista de canciones
- Edición estándar

| God Loves You When You're Dancing |                  |              |                                   |          |  |
| N.º                               | Título           | Escritor(es) | Productor(es)                     | Duración |  |
| 1.                                | «Emmylou»        | James Keogh  |                                   | 4:40     |  |
| 2.                                | «Riptide»        | Keogh        | Keogh · Edwin White · John Castle | 3:24     |  |
| 3.                                | «Play with Fire» | Keogh        |                                   | 4:23     |  |
| 4.                                | «Snaggletooth»   | Keogh        |                                   | 5:16     |  |
| 5.                                | «From Afar»      | Keogh        | Keogh · White · Castle            | 4:24     |  |
| 22:10                             |                  |              |                                   |          |  |